# NGC 2822
NGC 2822 في الفهرس العام الجديد، هي مجرة، تقع في كوكبة القاعدة. اكتشفت في 29 يناير 1835 بواسطة جون هيرشل.

## روابط خارجية
- NGC 2822 على موقع ويكي سكاي: DSS2, SDSS, GALEX, IRAS, Hydrogen α, X-Ray, Astrophoto, Sky Map, Articles and images